# Северо-Јенисејски рејон
Северо-Јенисејски рејон (рус. Северо-Енисейский район) је општински рејон у централном делу Краснојарске Покрајине, Руске Федерације.
Административни центар рејона је насеље Северо-Јенисејск (рус. Северо-Енисейский.). Удаљеност овог места од Краснојарска је 660 km.
Суседни рејони су:
- на северу и североистоку је: Евенкија
- на југоистоку: Мотигински рејон
- и на западу: Јенисејски

Рејон је смештен на десној обали реке Јенисеј на Средњосибирској висоравни. Највиша тачка је Енашимски Полкан (1125 m), 70 km јужно од административног центра рејона. 90% површине (око 45.000 km²) су шуме, углавном четинари (ариш, кедар, јела, бор и бреза). Рејон се налази у сливу Јенисеја и његових десних притока Велики Пит, Велмо, те Енашимо, Сухој Пит и Теа, које су под ледом све до крајем априла и почетком маја.
Рејон је богат рудама злата, гвожђа и руде мангана, угаљ, уранијума, торијума и антимона. Површина рејона је 47.242 km².
Укупан број становника је 11.458. (2012)